# Grbovi Sjeverne Amerike
Države i zavisni teritoriji Sjeverne Amerike imaju sljedeće grbove:
| Država                      | Nosilac  | Grb | Geslo                                                              | Članak                            |
| --------------------------- | -------- | --- | ------------------------------------------------------------------ | --------------------------------- |
| Antigva i Barbuda           | nepoznat |     | Svako poduzima, svi postižu                                        | Grb Antigve i Barbude             |
| Američki Djevičanski otoci  | nepoznat |     | Ujedinjeni u ponosu i nadi                                         | Grb Američkih Djevičanskih otoka  |
| Angvila                     | nepoznat |     | Snaga i izdržljivost                                               | Grb Angvile                       |
| Aruba                       | nepoznat |     | Bez                                                                | Grb Arube                         |
| Barbados                    | nepoznat |     | Ponos i industrija                                                 | Grb Barbadosa                     |
| Bahami                      | nepoznat |     | Napred, više, dalje zajedno                                        | Grb Bahama                        |
| Belize                      | nepoznat |     | U sjenci cvjetam                                                   | Grb Belizea                       |
| Bermuda                     | nepoznat |     | Štagod nam sudbina nosi                                            | Grb Bermuda                       |
| Bonaire                     | nepoznat |     | Bez                                                                | Grb Bonairea                      |
| Britanski Djevičanski otoci | nepoznat |     | Na oprezu                                                          | Grb Britanskih Djevičanskih otoka |
| Gvatemala                   | nepoznat |     | Zemlja vječnog proljeća                                            | Grb Gvatemale                     |
| Grenada                     | nepoznat |     | Uvijek svjesni Boga, težimo, gradimo i napredujemo kao jedan narod | Grb Grenade                       |
| Grenland                    | nepoznat |     | Bez                                                                | Grb Grenlanda                     |
| Gvadalupe                   | nepoznat |     | Bez                                                                | Grb Gvadalupe                     |
| Dominika                    | nepoznat |     | Poslije Boga je Zemlja                                             | Grb Dominike                      |
| Dominikanska Republika      | nepoznat |     | Bog, domovina, sloboda                                             | Grb Dominikanske Republike        |
| Salvador                    | nepoznat |     | Bog, unija, sloboda                                                | Grb Salvadora                     |
| Jamajka                     | nepoznat |     | Iz mnoštva, jedan narod                                            | Grb Jamajke                       |
| Kanada                      | nepoznat |     | Od mora do mora                                                    | Grb Kanade                        |
| Kostarika                   | nepoznat |     | Zauvijek živjeli rad i zemlja                                      | Grb Kostarike                     |
| Kuba                        | nepoznat |     | Domovina ili smrt                                                  | Grb Kube                          |
| Kajmanski otoci             | nepoznat |     | Osnovao je na moru                                                 | Grb Kajmanskih otoka              |
| Curaçao                     | nepoznat |     | Bez                                                                | Grb Curaçaoa                      |
| Meksiko                     | nepoznat |     | Bez                                                                | Grb Meksika                       |
| Martinik                    | nepoznat |     | Bez                                                                | Grb Martinika                     |
| Montserrat                  | nepoznat |     | Svako doprinosi, svi postižu                                       | Grb Montserrata                   |
| Nikaragva                   | nepoznat |     | Bez                                                                | Grb Nikaragve                     |
| Panama                      | nepoznat |     | Za dobro svijeta                                                   | Grb Paname                        |
| Portoriko                   | nepoznat |     | Ime mu je Ivan                                                     | Grb Portorika                     |
| Saba                        | nepoznat |     | S veslima i jedrima                                                | Grb Portorika                     |
| Sveta Lucija                | nepoznat |     | Zemlja, ljudi, svjetlo                                             | Grb Svete Lucije                  |
| Sveti Bartolomej            | nepoznat |     | Pelikan                                                            | Grb Svetog Bartolomeja            |
| Sveti Vincent i Grenadini   | nepoznat |     | Mir i pravda                                                       | Grb Svetog Vincenta i Grenadina   |
| Sveti Eustahije             | nepoznat |     | Ponosan i samouvjeren                                              | Grb Svetog Eustahija              |
| Sveti Kristofor i Nevis     | nepoznat |     | Zemlja iznad pojedinca i Jedinstvo u trojstvu                      | Grb Svetog Kristofora i Nevisa    |
| Sveti Martin                | nepoznat |     | Uvijek napreduje                                                   | Grb Svetog Martina                |
| Sveti Martin                | nepoznat |     | Kolektivitet Sveti Martin                                          | Grb Kolektiviteta Svetog Martina  |
| Sveti Petar i Mikelon       | nepoznat |     | S mora, rad                                                        | Grb Svetog Petra i Mikelona       |
| Sjedinjene Američke Države  | nepoznat |     | Iz mnoštva, jedno                                                  | Grb SAD                           |
| Trinidad i Tobago           | nepoznat |     | Zajedno težimo, zajedno postižemo                                  | Grb Trinidada i Tobaga            |
| Turks i Caicos              | nepoznat |     | Jedan narod, jedna nacija, jedna sudbina                           | Grb otoka Turks i Caicos          |
| Haiti                       | nepoznat |     | Jedinstvo čini snagu                                               | Grb Haitija                       |
| Honduras                    | nepoznat |     | Slobodan, nezavisan i suveren                                      | Grb Hondurasa                     |